# Giuseppe Giordano
Giuseppe Giordano (ur. 16 lipca 1974 r. w Neapolu) – włoski strzelec specjalizujący się w strzelaniu z pistoletu, brązowy medalista mistrzostw świata, wielokrotny medalista mistrzostw Europy, uczestnik dwóch igrzysk olimpijskich.

## Igrzyska olimpijskie
| Igrzyska | Miejscowość    | Konkurencja                 | Kwalifikacje | Kwalifikacje | Finał                  | Finał                  |
| Igrzyska | Miejscowość    | Konkurencja                 | Wynik        | Pozycja      | Wynik                  | Pozycja                |
| -------- | -------------- | --------------------------- | ------------ | ------------ | ---------------------- | ---------------------- |
| IO 2012  | Londyn         | Pistolet dowolny, 50 m      | 559          | 8. Q         | 656,0                  | 5.                     |
| IO 2016  | Rio de Janeiro | Pistolet pneumatyczny, 10 m | 580          | 5. Q         | 118,4                  | 6.                     |
| IO 2016  | Rio de Janeiro | Pistolet dowolny, 50 m      | 547          | 26.          | Nie zakwalifikował się | Nie zakwalifikował się |